# Сейшаш, Карлуш де
Жозе́ Анто́ниу Ка́рлуш де Се́йшаш (порт. José António Carlos de Seixas; 11 июня 1704, Коимбра, Португалия — 25 августа 1742, Лиссабон, Португалия) — португальский композитор, клавесинист, органист.

## Биография
Вероятнее всего ученик Доменико Скарлатти, влияние которого заметно в клавирных сочинениях Сейшаша, но в отличие от итальянца, он писал их двухчастными. В 1718—1720 годах служил соборным органистом в Коимбре, а с 1720 — в Королевской капелле в Лиссабоне. Был учителем во многих знатных семьях, давал уроки игры на клавесине. В Лиссабоне Сейшаш познакомился с итальянским композитором Доменико Скарлатти, который работал в Португалии с 1719 по 1728 год. В 1738 году Жуан V возвёл композитора в рыцарское достоинство.

## Сочинения
- увертюра для струнного оркестра
- концерт для клавесина с оркестром
- менуэты и другие пьесы для клавесина (всего св. 700, сохранилось 88)
- произведения для органа
- культовая музыка (10 месс, Te Deum, мотеты)